# Potarite
La potarite est un minéral de composition PdHg, classé parmi les éléments natifs.

## Histoire et localité type
La potarite a été découverte par John B. Harrison en 1924 en Guyane britannique (l'actuel Guyana), dans le lit de la rivière Potaro (région Potaro-Siparuni), au niveau des chutes de Kaieteur. Elle tient son nom de cette rivière, et le lieu de la découverte est la localité type.

## Caractéristiques
La potarite est un composé intermétallique du palladium et du mercure. De formule PdHg, elle comporte généralement des impuretés, notamment du cuivre.
Elle cristallise dans le système tétragonal (classe ditétragonale-dipyramidale, 4/m 2/m 2/m), avec pour paramètres de maille a = 3,02 Å, c = 3,706 Å, Z = 1 et V = 33,80 Å3. Son groupe d'espace est P 4/mmm.

## Occurrences et origine
On trouve la potarite dans les rivières sous la forme de pépites, comme résidu du lavage des diamants et des pépites d'or. Elle est généralement associée à d'autres minéraux comme le platine natif, le palladium natif et d'autres minéraux du palladium et du mercure, l'or natif, la pentlandite, la chalcopyrite, la pyrrhotite et la millérite.
Les principales occurrences connues de la potarite sont :
- en Australie-Occidentale sur le prospect de Copper Hills (Pilbara-Oriental) et dans le complexe intrusif stratifié de Munni Munni (Pilbara-Occidental) ;
- au Brésil, à Morro do Pilar et dans les placers du ruisseau Bom Sucesso, au nord-ouest de Serro (Minas Gerais) ;
- au Canada dans la chromitite Starchrome (ophiolite de Thetford Mines, Québec) ;
- en Égypte sur l'île de Zabargad (mer Rouge) ;
- en Espagne, dans le massif ultramafique Herbeira (cap Ortegal, Galice) ;
- aux États-Unis à Fox Gulch (Goodnews Bay, Alaska) et dans la mine Boss (district de Goodsprings, comté de Clark, Nevada) ;
- au Guyana, dans les placers du district de Kangaruma, région de la rivière Potaro, et à Amu Creek (fleuve Essequibo) ;
- au Japon, dans le complexe ultramafique Inazumi-yama (Honshū) ;
- au Portugal, dans le massif de Brancaga ;
- en Russie, dans les complexes Kytlym et Uktus (monts Oural).

La potarite se forme dans les roches ultramafiques, notamment les chromitites (en) et les dunites.